# Shapeways
Shapeways è un'azienda start up olandese, con sede a New York di servizi di stampa 3D fondata nel 2007.
Gli utenti possono progettare e caricare file 3d stampabili e Shapeways stampa gli oggetti.
Il 20 giugno 2012 supera il milione di oggetti creati dagli utenti stampati e venduti.
La società ha sede a New York con uffici a Eindhoven e Seattle. Shapeways è una start up nata dall'incubatore Royal Philips Electronics. Tra gli investitori ci sono: Lux Capital, Union Square Ventures e Andreessen Horowitz a New York e Index Ventures a Londra.